# Lýkovec vonný

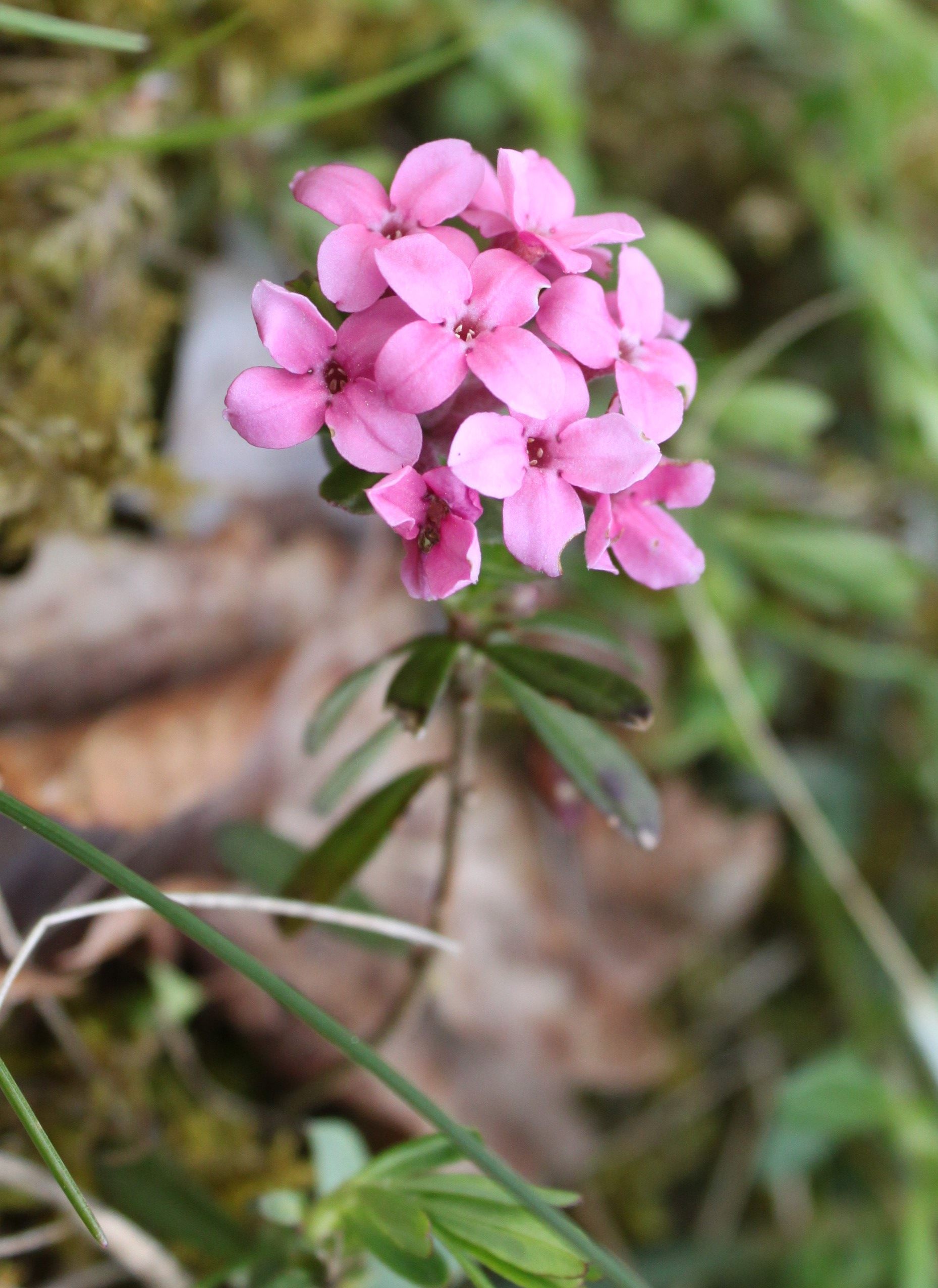
Detail kvetoucí větévky

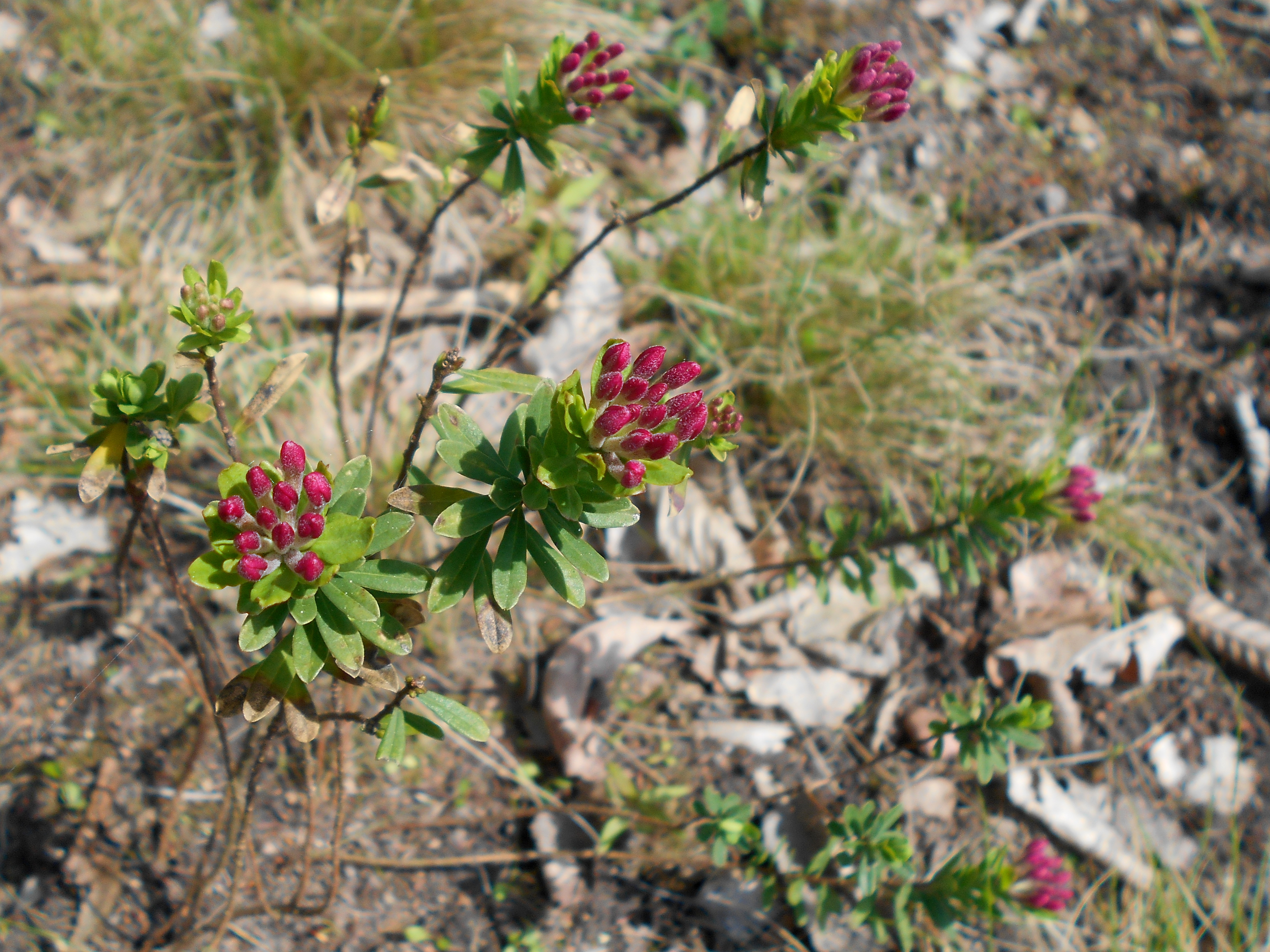
Porost na přirozeném stanovišti

Lýkovec vonný (Daphne cneorum) je nízký, vždyzelený keř vysoký od 10 do 30 cm s mělce sahajícími kořeny. Je jedním ze dvou druhů rodu lýkovec, které v české přírodě rostou. Přestože je původní druh, jeho početní stavy se zde rychle snižují a je považován za kriticky ohrožený druh.

## Rozšíření
Rozšířen je hlavně v západní, střední, jižní a východní Evropě, neroste v její severní části. Na jihu je výskyt ohraničen horami Španělska, Itálie a Balkánu, v Anatólií v Turecku a na východě Běloruskem a Ukrajinou.
V České republice se vyskytuje vzácně, obvykle jen v termofytiku a teplejších částech mezofytika, převážně v kolinním a řidčeji planárním stupni. Nejníže roste v okolí Dolních Beřkovic ve výšce 170 m n. m., nejvýše u Suchdolu nad Lužnicí v 460 m. V Čechách se vyskytuje se hlavně v oblastí středního Povltaví a dolního Pojizeří, na Moravě v Moravském krase, na Drahanské a Brněnské vrchovině a ve znojemské pahorkatině.

## Ekologie
Dřevina obvykle vyrůstá ve suchých a světlých místech v doubravách, starých borech, na slunečných místech podél hustějších lesů a v teplomilných, lesostepních trávnících v blízkosti lesů. Půda tam bývá písčitá nebo skeletová, vysýchavá, dobře provzdušněná, zásaditá či slabě kyselá. Na příznivých stanovištích tvoří, díky schopnosti zakořeňování větví, rozlehlé porosty.
Květy vykvétají od dubna do června, přičemž někdy kvetení zopakují v menší míře i na podzim. Ploidie druhu je 2n = 18.

## Popis
Větve má dlouhé a tenké, pevné a pružné, na průřezu oblé, rozvětvené, poléhavé a na koncích vystoupavé. Jsou schopné zakořenit, kůru mají šedavě hnědou, v mládí jsou hustě pýřité a ve stáří olysalé. Na konci každého výhonu je vždy jeden vrcholový pupen kulovitého tvaru krytý střechovitě se překrývajícími šupinami. Neopadavé listy vyrůstají nahloučené na koncích větví, jsou přisedlé, 10 až 14 mm dlouhé a 3 až 5 mm široké. Jejich kožovité čepele jsou kopinaté až úzce obvejčité, na vrcholu okrouhlé nebo krátce špičaté, sytě zelené a oboustranně lysé.
Květy jsou poměrně drobné, růžové nebo vzácně bílé a bývají sestavené do vrcholových květenství, čtyř až desetikvětých svazečků. Rozvíjejí se až v době plně rozvitých listů a pronikavě voní. stopky květů jsou krátké, listeny jsou podobné listům, trubkovitá češule bývá asi 1 cm dlouhá. Eliptické až vejčité kališní lístky jsou čtyři, nejčastěji jsou červeno růžové až fialovo růžové, dlouhé až 5 mm a široké 3 mm, korunní lístky chybí. V květu je osm tyčinek ve dvou kruzích, ve vnějším kruhu jsou s delšími nitky a všechny mají žluté prašníky; chlupatý, jednopouzdrý semeník je přisedlý a nese paličkovitou bliznu.
Plod je zasychavá peckovice vejčitého tvaru a červenohnědé barvy, 6 až 8 mm dlouhá a 3 až 4 mm široká, která je až do zralosti uzavřená v trvalé češuli a po dozrání brzy opadává. Plod má průsvitnou slupku, kterou je patrno jediné vejčité, mírně zašpičatělé semeno černohnědé barvy o velikosti okolo 4 mm. V české přírodě produkují rostliny jen málo semen schopných klíčit.
Rostlinu lze mimo semeny množit i vegetativně. Letorosty vhodné pro řízkování vyrůstají po odkvětu a vhodné velikosti a vyzrálosti dosahují až v době dozrávání plodů. Na zastíněných stanovištích je vhodný termín odběru posunut. S úspěchem lze k rozmnožování použít i hřížení, případně roubování.

## Využití
Je velmi dekorativní a vysazuje se do zahrad i květinových skalek. Objevuje se i v kultuře, pěstují se i kultivary s panašovanými listy a bílými květy. Rostlina je mírně jedovatá, obsahuje diterpenoidní alkoholy, které vykazují karcinogenní aktivitu. Dříve se z rozdrcených větví vyráběl jed pro ryby, kterým způsoboval vnitřní krvácení.

## Ohrožení
Lýkovec vonný je rostlinným druhem, který v posledních desetiletích silně ustupuje. Největším neštěstím je pro něj mizení vhodných stanovišť, kompletní likvidace porostu při obnově lesů po holosečích, při těžbě písku a nezodpovědné vyrývání a přesazování do zahrad. "Červeným seznamem cévnatých rostlin České republiky" i "Vyhláškou MŽP ČR č. 395/1992 Sb. ve znění vyhl. č. 175/2006 Sb." je hodnocen jako druh kritický ohrožený (C1t a §1).